# Mariela Sassón
Mariela Sassón Balletto (nacida el 10 de noviembre de 1945), es una exmagistrada uruguaya, quien se desempeñó como ministra del Tribunal de lo Contencioso Administrativo entre 2008 y 2015.

## Primeros años
Cursó estudios en la Facultad de Derecho de la Universidad de la República, donde se graduó como abogada en 1976.

## Jueza de Paz en el interior
En agosto de 1976 inició su carrera judicial al ser designada Jueza de Paz de la cuarta sección judicial de Río Negro, con sede en la ciudad de Young.
En junio de 1977 fue trasladada al Juzgado de Paz de la décima sección judicial de Colonia con sede en Nueva Helvecia,y en enero de 1980 al de la primera sección judicial de Maldonado, correspondiente a la ciudad de Maldonado.

## Jueza Letrada en el interior
En abril de 1980 fue ascendida al cargo de Jueza Letrada de Paysandú de Tercer Turno.
En julio de 1981 fue trasladada al Juzgado Letrado de Lavalleja. 
En mayo de 1984 pasó a ser Jueza Letrada de Florida de Primer Turno,y en setiembre del mismo año fue nuevamente transferida al Juzgado Letrado de Las Piedras de Segundo Turno.

## Jueza Letrada en la capital
En octubre de 1985 ascendió a cumplir funciones como Jueza Letrada en Montevideo, inicialmente como Jueza Letrada Suplente.
En junio de 1986 fue nombrada Jueza Letrada de Familia de Segundo Turno.
En abril de 1989 pasó a desempeñarse como Jueza Letrada en lo Civil de Tercer Turno.

## Tribunal de Apelaciones
En diciembre de 1992 recibió un nuevo ascenso al ser nombrada integrante del Tribunal de Apelaciones de Familia,pero el mismo mes fue trasladada al Tribunal de Apelaciones en lo Civil de Segundo Turno. Permaneció en dicho tribunal durante más de quince años.

## Tribunal de lo Contencioso Administrativo
El 22 de abril de 2008 la Asamblea General la eligió como miembro del Tribunal de lo Contencioso Administrativo, para cubrir la vacante generada por el retiro de Carlos Rochón.Prestó juramento el mismo día. 
Integró el TCA durante siete años y medio, cesando en su cargo en noviembre de 2015 al cumplir los 70 años, edad establecida como límite para integrar el Tribunal de lo Contencioso Administrativo según el artículo 308 de la Constitución, que se remite en cuanto a las condiciones para ocupar dicho cargo a las previstas para los miembros de la Suprema Corte de Justicia.
La vacante que dejó al retirarse fue cubierta en marzo de 2016 con el ingreso por antigüedad de Eduardo Vázquez Cruz.